# Hartmetall-Werkzeugfabrik Paul Horn
Die Hartmetall-Werkzeugfabrik Paul Horn GmbH ist ein deutscher Hersteller für Präzisionswerkzeuge und Zubehör.

## Geschichte
1969 meldete Paul Horn ein Gewerbe zur Herstellung von Hartmetallwerkzeugen unter dem Namen „Paul Horn Einstechtechnik“ an. Während sich der Firmensitz in Waiblingen befand, saß die Fertigung zu diesem Zeitpunkt in Gomaringen. Die Wendeschneidplatte Typ 312 ist dabei das erste eigene Produkt, wodurch sich das Unternehmen 1972 vom Lohnfertiger zum Hersteller wandelte. Nach dem Umzug nach Tübingen wurde das Einzelunternehmen mit 60 Mitarbeitern 1982 zur Hartmetall-Werkzeugfabrik Paul Horn GmbH. 1991 wurde die Horn Hartstoffe GmbH als Tochterunternehmen der Paul Horn GmbH gegründet. Gleichzeitig stieg Lothar Horn († 2023) 1991 in das Familienunternehmen ein und wurde 1995 Geschäftsführer des Unternehmens. 1999 folgte der Bezug des Neubaus in Tübingen. Hier waren nun Verwaltung, Verkauf, Schulungs- und Seminarräume, ein Vorführzentrum, Forschung und Entwicklung sowie die gesamte Produktion einschließlich einer eigenen Beschichtungsabteilung untergebracht. Von 2008 bis 2016 wurden sowohl die Produktionsflächen als auch die Büroflächen weiter ausgebaut. 2018 übernahm Markus Horn neben seinem Vater Lothar Horn die Geschäftsführung. Seit November 2018 ist Matthias Rommel als weiterer Geschäftsführer für die Bereiche Technik und Produktion verantwortlich.

## Aus- und Weiterbildung
Seit 1985 bildet die Paul Horn GmbH zum Industriemechaniker aus. Seit 2020 werden neben der Ausbildung zum Industriemechaniker auch Ausbildungen zum Industriekaufmann sowie Fachinformatiker für Systemintegration angeboten.
2012 wurde die Horn Akademie gegründet. Sie bietet Weiterbildungen sowie Umschulungen an. Zudem organisiert und betreut sie Technologieseminare bei Horn.